# Spilosoma breteaudeani
Spilosoma breteaudeani là một loài bướm đêm thuộc phân họ Arctiinae, họ Erebidae.